# 무안군 병
무안군 병은 대한민국의 옛 국회의원 선거구이다. 당시 전라남도 무안군의 일부 지역을 관할했다.

## 역사
제4대 국회의원 선거를 앞두고 무안군 갑, 을 선거구의 일부 지역을 편입하여 신설되었다.
제6대 국회의원 선거를 앞두고 무안군 갑, 을, 병 선거구가 통합되어 무안군 단독 선거구를 이루게 됨에 따라 폐지되었다.

## 역대 국회의원
| 선거   | 정당 | 정당   | 의원   |
| ------ | ---- | ------ | ------ |
| 1958년 |      | 민주당 | 김삭   |
| 1960년 |      | 민주당 | 주도윤 |

## 역대 선거 결과

### 대한민국 제4대 국회의원 선거
|  | 35.58% |

|  | 31.83% |

|  | 17.16% |

|  | 11.49% |

|  | 3.91% |

### 대한민국 제5대 국회의원 선거
|  | 25.44% |

|  | 24.07% |

|  | 18.70% |

|  | 9.26% |

|  | 9.20% |

|  | 6.98% |

|  | 6.31% |